# Diaphone niveiplaga
Diaphone niveiplaga är en fjärilsart som beskrevs av Robert H. Carcasson 1965. Diaphone niveiplaga ingår i släktet Diaphone och familjen nattflyn. Inga underarter finns listade i Catalogue of Life.